# Кинъя Китаодзи
Кинъя Китаодзи (яп. 北大路 欣也 Китао:дзи Кинъя, род. 23 февраля 1943 года в Киото, Япония), настоящее имя Масакацу Асаи (яп. 淺井 将勝 Асаи Масакацу) — японский актёр театра, кино, телевидения и озвучивания, певец. Сын ветерана японского кино, сооснователя и одного из директоров киностудии «Тоэй» Итикавы Утаэмона.

## Биография и карьера
Будущий актёр родился в Киото в семье кинематографиста Дзэнносукэ Асаи, известного как знаменитый актёр, звезда фильмов дзидайгэки Утаэмон Итикава. Названный при рождении Масакацу Асаи, свой псевдоним он также, в некотором смысле, получил от отца, носившего в одноимённом квартале Киото (ныне в Киотском районе Кита), где завёл себе особняк, прозвище «Хозяин Китаодзи». Получил высшее образование на 2-м факультете литературы, искусства и науки престижного Университета Васэда в Токио.
Его дебют в кино состоялся в подростковом возрасте в 1956 году, в фильме Oyakodaka, где начинающий актёр воплотил юные годы Кацу Ринтаро, будущего военного и государственного деятеля Японии конца сёгуната и начала эпохи Мэйдзи Кацу Кайсю, чьего отца Кацу Кокити сыграл отец актёра. В последующие несколько лет Кинья сыграл ряд вспомогательных ролей, включая нескольких исторических самураев, а также ассистировал отцу в нескольких фильмах в роли пажа при его «фирменном» персонаже, «скучающем хатамото» Саотомэ Мондоносукэ.
С 1960-х Китаодзи исполняет больше главных и «именитых» ролей включая таких персонажей истории Японии как сёгун Токугава Иэмицу и полководец Минамото-но Ёсицунэ (обоих в 1962). В те же годы он пробует силы на телевидении, исполняя в 1964—1965 годах роли сёгуна Токугаву Иэясу и мечника Миямото Мусаси в одноимённых сериалах TV Asahi и Nippon TV, а также начинает активно развивать свою театральную карьеру, играя в те же годы в «Сирано де Бержераке» Ростана и «Ундине» Жана Жироду (первая постановка в Японии).
В отличие от своего отца, актёрского творчество которого концентрировалось преимущественно в жанре «самурайской драмы», дзидайгэки (за исключением периода его запрета под американским контролем в конце 1940-х — начале 1950-х годов), Кинъя Китаодзи и в кино, и на телевидении в расцвете своей карьеры во множестве играл и другие роли, включая как деятелей времен бакумацу и периода Мэйдзи (из реально существовавших — например, Сакамото Рёму, поэта и художника Такэхисы Юмэйдзи и Кацу Кайсю — сыгранный им впервые ещё подростком и вновь воплощенный в сериале 2008 года), так и полностью современные роли бизнесменов, политиков, учителей, «законников» и т. д. Тем не менее, многие его известные роли сохраняют принадлежность к исторической драме. Помимо уже названных выше исторических личностей, им были воплощены такие личности, как Датэ Тэрумунэ, несколько представителей клана мастеров меча Ягю, Оиси Кураносукэ, ещё один сёгун Токугава Ёсимунэ, Адзаи Нагамаса, Сайто Досан, Ямамото Кансукэ, буддийский религиозный лидер Кукай и другие.
Следует также упомянуть нескольких литературно-экранных персонажей, неоднократно воплощённых до Китаодзи, однако встретивших не менее положительную оценку в его версии и вошедших в список «фирменных ролей» актёра: детектива эпохи Эдо Дзэнигаты Хэйдзи (известного ранее в кино в исполнении Кадзуо Хасэгавы, а в сериалах — в вошедшем в Книгу Гиннесса исполнении Хасидзо Окавы), ронина Огами Итто (известного, в частности, по серии фильмов с Томисабуро Вакаямой) и «скучающего хатамото» Саотомэ Мондоносукэ (ранее — фирменной роли Утаэмона Итикавы в 30 кинофильмах, в нескольких из которых на заре своей карьеры небольшую роль играл его сын).

## Награды

### Правительственные
- 1974 — Премия «Явление года»[яп.] Министерства образования, культуры, спорта, науки и технологий Японии в категории «Театральное искусство» (совместно с Тоитиро Нарусимой, Тосимицу Кимурой, Норико Кобаяси, Сёдзи Комодой, Таити Ямадой и Сёити Одзавой)
- 2007 — Медаль Почёта с пурпурной лентой[1]

### Премии театра, кино и телевидения
Номинации на премию Японской киноакадемии:
- 1978 — номинация в категории «Лучшая мужская роль» за фильмы «Аляскинская история»[яп.] и «Гора Хаккода»[англ.] (1977)[2]
- 1985 — номинация в категории «Лучшая мужская роль» за фильм «Кукай»[яп.] (1984)[3]
- 1986 — номинация в категории «Лучшая мужская роль» за фильмы «Весенний колокол»[англ.], «Химацури»[англ.] и «Дневник Юмэтиё»[яп.] (1985)[4]

Премии
- 1986 — 10-е вручение Hochi Film Awards[англ.] — «Лучшая мужская роль» за фильмы «Химацури» и «Весенний колокол» (1985)[5]
- 1986 — 40-е вручение кинопремии «Майнити» — «Лучшая мужская роль» за фильмы «Химацури» и «Весенний колокол» (1985)[6]
- 1986 — премия журнала «Кинэма Дзюмпо» в категории «Лучшая мужская роль» за фильмы «Химацури» и «Весенний колокол» (1985)[7]
- 2002 — 28-е вручение премий[яп.] имени драматурга Кикуты Кадзуо[нем.] — «Театральная премия» за игру в драме «Такити с острова Садо» (с 1997)[8][9]
- 2007 — 52-е вручение премий Академии Теледрамы — «Лучшая мужская роль второго плана» за сериал «Великолепное семейство»[англ.][10][11]

## Театральные работы
- 1964 — «Сирано де Бержерак»
- 1965 — «Ундина»[англ.] — Ханс (1-я постановка пьесы в Японии)
- 1967 — «Орфей и Эвридика»
- 1969 — «Терраса истерик»
- 1970 — «Скарлетт» (по роману «Унесённые ветром») — Ретт Батлер
- 1971 — мюзикл Promises and Process
- 1974 — «Сыщик»
- 1983 — «Синий волк» (по одноимённому роману[яп.] Ясуси Иноуэ о Чингисхане)
- 1985 — «Жизнь Мухомацу»
- 1988 — «Отелло»
- 1993 — «Знамёна самураев» (по роману Ясуси Иноуэ)
- 1997 — «Такити с острова Садо»
- 1997 — «Дзэнигата Хэйдзи»
- 1998 — «Макбет»
- 2002 — «Рыжебородый доктор» (по книге Сюгоро Ямамото)
- 2004 — «Смерть на Ниле» (по одноименному роману Агаты Кристи)
- 2008 — «Гоэмон-рок»
- 2009 — «Фрост против Никсона» — Ричард Никсон

## Фильмография

### Кинофильмы
| Год  | Японское название        | Транслитерация                                   | Английское название                                                                                  | Русское название                                   | Роли                             |
| ---- | ------------------------ | ------------------------------------------------ | --- | -------------------------------------------------- | -------------------------------- |
| 1956 | 父子鷹                   | Oyakodaka                                        | | Сокол и его сын                                    | Кацу Ринтаро                     |
| 1957 | 黄金の伏魔殿             | Ōgon no Fukumaden                                | |                                                    | Гондо Кюманодзё                  |
| 1957 | 富士に立つ影             | Fuji ni Tatsu Kage                               | Shadow over Fuji                                                                                     | Тень над Фудзи                                     |                                  |
| 1957 | 旗本退屈男 謎の蛇姫屋敷  | Hatamoto Taikutsuotoko: Nazo no Hebihime-Yashiki | The Idle Vassal: House of the Snake Princess / Bored Hatamoto: Riddle of the Snake Princess' Mansion | Скучающий Хатамото: Загадка Усадьбы Принцессы Змей | Кёя (паж хатамото)               |
| 1958 | 少年三国志 第一部 第二部 | Shonen Sangokushi 1, 2                           | |                                                    | Яманака Сиканосукэ               |
| 1958 | 旗本退屈男               | Hatamoto Taikutsu Otoko                          | Bored Hatamoto Samurai / Bored Samurai                                                               | Скучающий Хатамото                                 | Кадзума (паж хатамото)           |
| 1959 | 旗本退屈男 謎の南蛮太鼓  | Hatamoto Taikutsu Otoko: Nazo no Nanbandaiko     | Bored Hatamoto: The Acrobats of Death / A Sword Against Intrigue                                     | Скучающий Хатамото: Загадка китайских клоунов      | паж хатамото                     |
| 1959 | 忠臣蔵 桜花の巻 菊花の巻 | Chushingura: ōka no maki, kikka no maki          | The Great Avengers / 47 Masterless Samurai                                                           | Тюсингура: Книга Сакуры, Книга Хризантемы          | Оиси Тикара (один из 47 ронинов) |
| 1959 | 旗本退屈男 謎の大文字    | Hatamoto Taikutsu Otoko: Nazo no Oomoji          | Bored Hatamoto: Letter of Death                                                                      | Скучающий Хатамото: Загадочный символ              | паж хатамото                     |
| 1959 | 榛名はやし 喧嘩鷹        | Haruna hayashi: Kenka taka                       | |                                                    |                                  |
| 1959 | 天下の伊賀越 暁の血戦    | Tenka no igagoe: Akatsuki no kessen              | |                                                    | Кадзума                          |

| Год  | Японское название             | Транслитерация                             | Английское название | Русское название                              | Роли                                  |
| ---- | ----------------------------- | ------------------------------------------ | ------------------- | --------------------------------------------- | ------------------------------------- |
| 1960 | 旗本退屈男 謎の幽霊島         | Hatamoto Taikutsu Otoko: Nazo no Yūreijima |                     | Скучающий Хатамото: Загадка Острова Призраков |                                       |
| 1961 | 花笠ふたり若衆                | Hanagasa futari wakashu                    |                     | букв. Пара юношей в цветочных шляпах          | Гэнтаро                               |
| 1961 | 葵の暴れん坊                  | Aoi no abarenbō                            |                     |                                               | Мацудайра Гэнносукэ                   |
| 1961 | 水戸黄門 助さん格さん大暴れ   | Mito Kōmon: Suke-san Kaku-san oobare       |                     |                                               | Ацуми Какуносин (Каку-сан)            |
| 1961 | 幽霊島の掟                    | Yuurei-jima no okite                       | Law in Ghost Island | Закон Чёртова Острова                         | Юсаку                                 |
| 1961 | 口笛を吹く無宿者              |                                            |                     | Посвистывающий бродяга                        | Цукинова Гэнтаро                      |
| 1961 | 若君と次男坊                  | Wakagimi to Jinanbō                        |                     |                                               | Мотидуки Кэйдзиро                     |
| 1962 | 天下の御意見番                | Tenka no gyoi kenban                       |                     |                                               | Токугава Иэмицу                       |
| 1962 | 源九郎義経                    | Genkurō Yoshitsune                         |                     | Гэнкуро Ёсицунэ / Минамото-но Ёсицунэ         | Гэнкуро Ёсицунэ (Минамото-но Ёсицунэ) |
| 1962 | よか稚児ざくら 馬上の若武者   | Yokachigo zakura: Bajou no wakamusha       |                     |                                               | Дэмпатиро                             |
| 1962 | 勢揃い関八州                  | Seizoroi Kanhasshuu                        |                     |                                               | Томокити                              |
| 1962 | 次郎長と小天狗 殴り込み甲州路 | Jirōchō to kotengu: Nagurikomi Kōshû-ji    |                     | Дзиротё и Чертёнок: Нападение на тракте Косю  | Омаэда Эйдзиро                        |
| 1963 | 勢揃い東海道                  | Seizoroi Tōkaidō                           |                     |                                               | Ониёси-бондарь                        |
| 1963 | 大暴れ五十三次                | Ooboure Gojuunsatsugi                      |                     |                                               | вор Нэдзумикодзо Дзирокити            |
| 1963 | 海軍                          | Kaigun                                     |                     | букв. Военно-морской флот                     |                                       |
| 1964 | 狼と豚と人間                  | Ōkami to buta to ningen                    | Wolves, Pigs & Men  | Волки, свиньи и люди                          | Сабу (младший брат)                   |

| Год  | Японское название               | Транслитерация                                    | Английское название                                                    | Русское название                 | Роли                                    |
| ---- | ------------------------------- | ------------------------------------------------- | ---------------------------------------------------------------------- | -------------------------------- | --------------------------------------- |
| 1965 | 徳川家康                        | Tokugawa Ieyasu                                   |                                                                        | Токугава Иэясу                   |                                         |
| 1965 | 虹をつかむ恋人たち              |                                                   |                                                                        |                                  | Тацуя                                   |
| 1967 | 千曲川絶唱                      | Chikumagawa zesshō                                | River of Forever                                                       | Песнь Тикумагавы                 | Тадаси Госёгава                         |
| 1967 | 続・名もなく貧しく美しく 父と子 | Zoku Namonaku mazushiku utsukushiku: Chichi to ko |                                                                        |                                  | Итиро                                   |
| 1968 | 北穂高絶唱                      | Kitahotaka zesshō                                 | Cry of the Mountain                                                    | Песнь Китахотаки                 | Кии Кэйдзиро                            |
| 1968 | 祇園祭                          | Gion Matsuri                                      | Festival of Gion / Gion Festival / Kurobe’s Sun / The Day the Sun Rose | Праздник в Гионе                 | Ото                                     |
| 1968 | 濡れた二人                      | Nureta futari                                     | One Day at Summer’s End                                                | Мокрая парочка                   | Сигэо Угари                             |
| 1969 | 津軽絶唱                        | Tsugaru zesshō                                    |                                                                        | Песнь Цугару                     | Кэйити                                  |
| 1969 | ボルネオ大将 赤道に賭ける       | Boruneo taisho: Sekidō ni takeru                  |                                                                        | Адмирал Борнео: Пари на экваторе | Такэо                                   |
| 1969 | 新選組                          | Shinsengumi                                       | Shinsengumi: Assassins of Honor                                        | Синсэнгуми                       | Окита Содзи (капитан отряда Синсэнгуми) |

| Год  | Японское название                  | Транслитерация                             | Английское название                                                                                             | Русское название                                | Роли                |
| ---- | ---------------------------------- | ------------------------------------------ | --- | ----------------------------------------------- | ------------------- |
| 1970 | 商魂一代 天下の暴れん坊            | Shōkon ichidai: Tenka no abarenbo          | Will to Conquer                                                                                                 |                                                 | Сакамото Рёма       |
| 1971 | 婉という女                         | En toiu onna                               | |                                                 |                     |
| 1971 | 戦争と人間 第二部 愛と悲しみの山河 | Senso to ningen 2: Ai to kanashimino sanga | Man and War, Part II                                                                                            | Война и люди. Часть 2: Любви и печали гор и рек | Сюнсукэ Годай       |
| 1973 | 仁義なき戦い 広島死闘篇            | Jingi naki tatakai: Hiroshima shitō hen    | Battles Without Honor and Humanity: Hiroshima Deathmatch / The Yakuza Papers, Vol. 2: Deadly Fight in Hiroshima |                                                 | Сёдзи Яманака       |
| 1973 | 戦争と人間 第三部 完結篇           | Senso to ningen 3: Kanketsuhen             | Man and War, Part III                                                                                           | Война и люди. Часть 3: Окончание                | Сюнсукэ Годай       |
| 1973 | 朝やけの詩                         | Asayake no uta                             | Rise, Fair Sun                                                                                                  | Песня утренней зари                             | Асао                |
| 1973 | 日本侠花伝 第一部 野あざみ         | Nihon kyōka den 1: No Azami                | The Blossom and the Sword                                                                                       | Цветок и меч 2: Дикий осот                      | капитан Сакагами    |
| 1973 | 日本侠花伝 第二部 青い牡丹         | Nihon kyōka den 2: Aoi Botan               | The Blossom and the Sword                                                                                       | Цветок и меч 2: Голубой пион                    | капитан Сакагами    |
| 1974 | 華麗なる一族                       | Karei-naru Ichizoku                        | The Family |                                                 | Ёсихико Итиносэ     |
| 1974 | 悪名 縄張荒らし                    | Akumyō: Nawabari arashi                    | Akumyo: Notorious Dragon / Bad Name’s Breaking of Territories                                                   |                                                 | Сада                |
| 1974 | 仁義なき戦い 完結篇                | Jingi naki tatakai: Kanketsu-hen           | Battles Without Honor and Humanity: Final Episode / The Yakuza Papers, Vol. 5: Final Episode                    |                                                 | Мацумура            |
| 1974 | あゝ決戦航空隊                     | Aa Kessen koukuutai                        | |                                                 | камикадзе Юкио Сэки |

| Год  | Японское название    | Транслитерация                      | Английское название              | Русское название                       | Роли                                             |
| ---- | -------------------- | ----------------------------------- | -------------------------------- | -------------------------------------- | ------------------------------------------------ |
| 1975 | 日本任侠道 激突篇    | Nihon ninkyō-dō: gekitotsu-hen      |                                  |                                        | Дзёдзи Томотоки                                  |
| 1975 | 暴動島根刑務所       | Bōdō shimane keimusho               | Riot in Shimane Prison           | Бунт в тюрьме Симане                   | Юдзи Кавамура                                    |
| 1975 | 資金源強奪           | Shikingen gōdatsu                   |                                  |                                        | Такэси                                           |
| 1975 | 新幹線大爆破         | Shinkansen daibakuha                | The Bullet Train / SUPER EXPRESS | 109-й идёт без остановок               | полицейский (камео)                              |
| 1975 | 竹久夢二物語 恋する  | Takehisa Yumeji monogatari: Koisuru |                                  | Повесть о Юмэдзи Такэхисе: Влюблённый  | поэт и художник Юмэдзи Такэхиса                  |
| 1976 | スリランカの愛と別れ | Suriranka no ai to wakare           | Love and Separation in Sri Lanka | Любовь и расставание на Шри-Ланке      | Такэхито                                         |
| 1976 | 不毛地帯             | Fumō chitai                         | Wasted land                      | Безжизненная равнина (Бесплодная зона) |                                                  |
| 1977 | アラスカ物語         | Arasuka monogatari                  | The Alaska Story                 | Аляскинская история                    | Фрэнк Ясуда                                      |
| 1977 | 八甲田山             | Hakkōdasan                          | Mt. Hakkoda                      |                                        | капитан Канда (командир 5-й пехотной роты (яп.)) |
| 1978 | 犬笛                 | Inubue                              | Shag                             | Собачий свисток                        | полицейский детектив Кониси                      |
| 1978 | 冬の華               | Fuyu no hana                        | Winter’s Flower                  | Зимний цветок                          | Митио Саката                                     |
| 1978 | 聖職の碑             | Seishoku no ishibumi                |                                  |                                        |                                                  |
| 1978 | ダイナマイトどんどん | Dainamaito dondon                   | Dynamite Don-Don                 |                                        | Гиндзи Татибана                                  |
| 1978 | 燃える秋             | Moeru aki                           | Glowing Autumn                   | Пламенеющая осень                      |                                                  |

| Год  | Японское название         | Транслитерация          | Английское название                                                                            | Русское название          | Роли                                     |
| ---- | ------------------------- | ----------------------- | ---------------------------------------------------------------------------------------------- | ------------------------- | ---------------------------------------- |
| 1981 | 漂流                      | Hyōryû                  | Abandoned                                                                                      | Дрейф                     | Тёхэй                                    |
| 1982 | 南十字星                  | Minami jujisei          | The Highest Honor / The Highest Honor: A True Story / The Southern Cross / Heroes of the Krait | Южный Крест               | майор Татибана                           |
| 1982 | 幻の湖                    | Maboroshi no mizuumi    | Lake of Illusions                                                                              | Озеро Видений             | Ода Нобунага                             |
| 1984 | 空海                      | Kûkai                   |                                                                                                | Кукай                     | основатель буддийской школы Сингон Кукай |
| 1984 | 零戦燃ゆ                  | Zerosen moyu            | Zero / Zero Fighter Burns / Zero Fighter in Flames                                             | «Зеро» в огне             | авиаконструктор Дзиро Хорикоси           |
| 1984 | 修羅の群れ                | Shura no mure           |                                                                                                | Побоище                   | якудза Такаси Исикава                    |
| 1985 | 火まつり                  | Himatsuri               | Fire Festival                                                                                  | Химацури / Праздник огней | дровосек Мацуо                           |
| 1985 | 夢千代日記                | Yumechiyo nikki         |                                                                                                | Дневник Юмэтиё            | Масару Мунаката                          |
| 1985 | 二代目はクリスチャン      | Nidaime wa Kurisuchan   | The Second is a Christian                                                                      |                           | Эйдзи                                    |
| 1985 | 春の鐘                    | Haru no kane            |                                                                                                | Весенний колокол          | Рокухэйта Наруми                         |
| 1989 | せんせい トム・ソーヤ企画 | Sensei Tomu Sōya kikaku |                                                                                                |                           | мэр городка                              |

| Год  | Японское название                           | Транслитерация                                        | Английское название         | Русское название            | Роли                                    |
| ---- | ------------------------------------------- | ----------------------------------------------------- | --------------------------- | --------------------------- | --------------------------------------- |
| 1991 | 動天                                        | Dōten                                                 |                             |                             | купец Накайя Дзюбэй                     |
| 1993 | 新極道の妻たち 覚悟しいや                   | Shin gokudou no tsuma-tachi: Kakugoshiiya             |                             |                             | Сёдзи Ханамори                          |
| 1993 | 虹の橋                                      | Nijinohashi                                           | Rainbow Bridge              | Радужный Мост               | Тёдзаэмон                               |
| 1997 | 北京原人 Who are you?                       | Pekin genjin, huu aa yu?                              | Peking Man                  |                             | доктор Кодзима                          |
| 2008 | 銀幕版スシ王子！ ニューヨークへ行く         | Ginmaku ban Sushi ōji!: Nyûyōku e iku                 | Sushi King Goes to New York | Король суши едет в Нью-Йорк | Гэндоро                                 |
| 2010 | 恋するナポリタン 世界で一番おいしい愛され方 | Koisuru naporitan: Sekai de ichiban oishii aisarekata |                             |                             | Юитиро Макихара                         |
| 2010 | 桜田門外ノ変                                | Sakuradamon-gai no hen                                |                             | Инцидент у ворот Сакурада   | отец последнего сёгуна Токугава Нариаки |

#### Работы дубляжа
| Год  | Японское название | Транслитерация         | Английское название                          | Русское название          | Роли                                            |
| ---- | ----------------- | ---------------------- | -------------------------------------------- | ------------------------- | ----------------------------------------------- |
| 2009 | HACHI 約束の犬    | Hachi: yakusoku no inu | Hachi: A Dog’s Tale / Hachiko: A Dog’s Story | Хатико: Самый верный друг | профессор Паркер (голос, персонаж Ричарда Гира) |

### Озвучивание анимационных фильмов и компьютерных игр
| Год  | Японское название        | Транслитерация                        | Английское название  | Русское название                 | Роли                                                                            |
| ---- | ------------------------ | ------------------------------------- | -------------------- | -------------------------------- | ------------------------------------------------------------------------------- |
| 1961 | 安寿と厨子王丸           | Anju to Zushioumaru                   | The Littlest Warrior | Андзю и Дзусиомару / Брат-сирота | Дзусиомару (в детстве)                                                          |
| 1982 | FUTURE WAR 198X年        | Future War 198X nen                   | Future War           |                                  | Ватару Микумо                                                                   |
| 2010 | 龍が如く4 伝説を継ぐもの | Ryū ga Gotoku 4: Densetsu o Tsugumono | Yakuza 4             | Yakuza 4                         | офицер Сэйсиро Мунаката (для персонажа используется и внешность Кинъи Китаодзи) |

### Работы на телевидении
| Годы, студия   | Японское название                | Транслитерация                            | Английское название               | Русское название                                                                              | Роли                       |
| -------------- | -------------------------------- | ----------------------------------------- | --------------------------------- | --------------------------------------------------------------------------------------------- | -------------------------- |
| 1991, TBS      |                                  | Oyaji no hige                             |                                   |                                                                                               |                            |
| 1997, TV Asahi |                                  | Jiken 5: Chugakkocho wo koroshita onna!   |                                   |                                                                                               |                            |
| 2003, Fuji TV  | 太閤記                           | Taikoki                                   |                                   |                                                                                               | Адзаи Нагамаса             |
| 2006, TV Asahi | 風林火山                         | Fuurin Kazan                              | Samurai Banners                   | Знамёна самураев                                                                              | полководец Ямамото Кансукэ |
| 2008, TV Asahi | 天と地と                         | Ten to Chi to                             |                                   | Небо и земля                                                                                  | бог Бисямонтэн             |
| 2008, TBS      | 花より男子ファイナル             | Hana yori dango: Fainaru                  | Boys Over Flowers: Final          | Лучше мальчики, чем цветы: Финал                                                              | Загадочный джентльмен      |
| 2008, TBS      |                                  | Keiji Shoot: Shûto & Muko no jiken nisshi |                                   |                                                                                               |                            |
| 2009           | 落日燃ゆ                         | Rakujitsu moyu                            |                                   |                                                                                               | Коки Хирота                |
| 2010, NTV      | インシテミル 7日間のデス・ゲーム | Inshite miru: 7-kakan no desu gêmu        | The Incite Mill: 7-Day Death Game | Семеро в западне / Западня подстрекателей / Смертель-ная игра / Семидневная игра на выживание | Ёси Андо                   |
| 2011, TV Asahi | 遺恨あり                         | Ikon ari                                  | The Last Revenge                  |                                                                                               | самурай Ямаока Тэссю       |

| Годы, студия                 | Японское название                      | Транслитерация                                 | Английское название                                         | Русское название                                          | Роли                                                                            |
| ---------------------------- | -------------------------------------- | ---------------------------------------------- | ----------------------------------------------------------- | --------------------------------------------------------- | ------------------------------------------------------------------------------- |
| 1960, NET                    | 笛吹童子                               | Fuefuki Dōji                                   |                                                             | Маленький флейтист                                        |                                                                                 |
| 1964, NET                    | 徳川家康                               | Tokugawa Ieyasu                                |                                                             | Токугава Иэясу                                            | Токугава Иэясу в юности                                                         |
| 1965, NTV                    | 宮本武蔵                               | Miyamoto Musashi                               |                                                             | Миямото Мусаси                                            | мечник Миямото Мусаси                                                           |
| 1966, NHK                    | わが心のかもめ                         | Waga kokoro no kamome                          |                                                             | Чайка моего сердца                                        |                                                                                 |
| 1968                         | 竜馬がゆく                             | Ryōma ga yuku                                  |                                                             | Идёт Рёма                                                 | Сакамото Рёма                                                                   |
| 1970, NHK                    | 樅ノ木は残った                         | Mominoki wa Nokotta                            |                                                             |                                                           |                                                                                 |
| 1987, NHK                    | 独眼竜政宗                             | Dokuganryû Masamune                            |                                                             | Одноглазый Дракон Масамунэ                                | Датэ Тэрумунэ (отец Датэ Масамунэ)                                              |
| 1988—1994, TV Asahi, Toei TV | ご存知!旗本退屈男                      | Gozonji! Hatatomo Taikutsu Otoko               |                                                             | Я знаю! Скучающий Хатамото!                               | «Скучающий Хатамото» Саотомэ Мондоносукэ                                        |
| 1991-1998, Fuji TV           | 銭形平次                               | Zenigata Heiji                                 |                                                             | Дзэнигата Хэйдзи                                          | детектив Дзэнигата Хэйдзи                                                       |
| 2001, NHK                    | 北条時宗                               | Hōjō Tokimune                                  | Hōjō Tokimune                                               | Ходзё Токимунэ                                            | купец Ся Кокумэй                                                                |
| 2001, Toei                   | 旗本退屈男                             | Hatatomo Taikutsu Otoko                        |                                                             | Скучающий Хатамото                                        | Саотомэ Мондоносукэ                                                             |
| 2001-по наст. вр., TV Tokyo  | 女と愛とミステリー                     | Onna to Ai to Mystery                          |                                                             |                                                           | Сёхэй Кадзама                                                                   |
| 2002                         | 生存 愛する娘のために                  | Seizon: Aisuru musume no tameni                |                                                             |                                                           |                                                                                 |
| 2002-2004, TV Asahi          | 子連れ狼                               | Kozure ōkami                                   | Lone Wolf and Cub                                           | Одинокий волк и его ребёнок / Меч отмщения                | Огами Итто                                                                      |
| 2003-2008, TV Tokyo          | さすらい署長 風間昭平                  | Sasurai shochō Kazama Shō'hei                  |                                                             |                                                           | Сёхэй Кадзама                                                                   |
| 2004, NHK                    | 最後の忠臣蔵                           | Saigo no Chuushingura                          | A Survivor of Chushingura / The Last Chushingura            | Последний из Преданных Вассалов / Последний из 47 Ронинов | Оиси Кураносукэ                                                                 |
| 2005, TV Tokyo               | 国盗り物語                             | Kunitori monogatari                            | The Story of Dominating Countries                           |                                                           | полководец Сайто Досан                                                          |
| 2005-по наст. вр., TV Asahi  | 名奉行! 大岡越前                       | Mei-bugyo! Ooka Echizen                        | Ooka Echizen, Master Magistrate                             |                                                           | Оока Тадасукэ                                                                   |
| 2007, TBS                    | 華麗なる一族                           | Karei-naru Ichizoku                            | Karei-naru Ichizoku / The Grand Family / The Perfect Family |                                                           | Дайсукэ Манпё                                                                   |
| 2007, Toei                   | 八州廻り桑山十兵衛                     | Hasshû mawari Kuwayama Jûbei                   |                                                             | Куваяма Дзюбэй обходит Японию                             | Куваяма Дзюбэй                                                                  |
| 2007, Fuji TV                | ライアーゲーム                         | Raiā gēmu                                      | Liar Game                                                   |                                                           | Хасэгава                                                                        |
| 2008, NHK                    | 篤姫                                   | Atsuhime                                       | Atsuhime                                                    | Ацу-химэ / Княгиня Ацу                                    | Кацу Ринтаро                                                                    |
| 2008-2009                    | 幻十郎必殺剣                           | Genjûrō hissatsuken                            |                                                             | Смертный меч Гэндзюро                                     | «ангел смерти» Гэндзюро                                                         |
| 2009, KTV                    | トリアングル                           | Toraianguru                                    | Triangle                                                    | Треугольник                                               | Синдзо Куроки                                                                   |
| 2009, TBS                    | 官僚たちの夏                           | Kanryōtachi no natsu                           | The Summer of the Bureaucrats                               |                                                           | Нобуто Икэути                                                                   |
| 2010-2011, Fuji TV, Kyodo TV | 絶対零度                               | Zettai reido                                   |                                                             |                                                           | Хидэо Нагасима                                                                  |
| 2010-2011, NHK               | 江〜姫たちの戦国〜                     | Gō: Himetachi no Sengoku                       | Go / Princess Go                                            | Принцесса Го                                              | сёгун Токугава Иэясу                                                            |
| 2012, Fuji TV, Kyodo TV      | もう誘拐なんてしない                   | Mō yûkai nante shinai                          |                                                             |                                                           | Сюгоро Ханадзоно                                                                |
| 2012, TBS                    | 運命の人                               | Unmei no hito                                  |                                                             |                                                           | премьер Кэйсаку Сахаси                                                          |
| 2012, Fuji TV                | 息もできない夏                         | Iki mo dekinai natsu                           |                                                             |                                                           | Сюсаку Нацумэ (дед главной героини, президент фирмы прецизионного оборудования) |
| 2012, TBS                    | ブラックボード〜時代を戦った教師たち〜 | Burakkubōdo ~Jidai to Tatakatta Kyōshi tachi!~ | Blackboard                                                  |                                                           | директор школы Аинори Сиода                                                     |
| 2012, Fuji TV                | リーガル・ハイ                         | Unmei no hito                                  | Legal High                                                  |                                                           | юрист управления школ Исао Тэсигавара                                           |
| 2013, TBS                    | 半沢直樹                               | Hanzawa Naoki                                  |                                                             | Наоки Хандзава                                            |                                                                                 |

## Дискография
- 1967 — «Баллада ветра» (яп. 風のバラード Кадзэ но бара:до), Union Records, ''Teichiku Records''[англ.]
- 1990 — «Фуюри» (яп. 冬麗), ''Tokuma Japan Communications''[яп.]
- 1991 — «Дзэнигата Хэйдзи» (яп. 銭形平次), Tokuma Japan Communications
- 1993 — «Вакарэтэ... Соситэ» (яп. 別れて…そして), Warner Music Japan — в дуэте с Сатико Кобаяси[англ.]

## Съёмки в телевизионной рекламе
Помимо творческой работы, за годы своей карьеры Кинъя Китаодзи неоднократно участвовал в рекламных кампаниях различных товаров, в частности
- 1975—1990 — алкоголя Hakutsuru Sake Brewing Company[яп.]
- 1980—1984 — автомобилей Mazda Familia 5-го поколения
- 1976—1990 — спортивных товаров фирмы Xebio[яп.]
- 1986—1989, 1993—1994 — тракторов и комбайнов компании Iseki[яп.]
- 1988 — крекеров Ritz и картофельных чипсов фирмы Yamazaki-Nabisco[яп.]
- водонагревателей компании Hara Health[англ.] — (совместно с Санни Тибой, Синго Ямасирой[англ.], Тацуо Умэмией[яп.] и Хироки Мацукатой[англ.])
- сети ресторанов Kentucky Fried Chicken (совместно с актрисой Риэ Миядзавой)
- лапши быстрого приготовления «Дон Сэнбэй»[яп.] компании Nissin Food Products
- С 2007 — тарифов оператора SoftBank Mobile[англ.] (голос маскота кампании — пса Кай-куна породы Хоккайдо)
- 2007 — алкоголя Kirin Brewery Company[англ.]
- 2009 — кофе Boss Coffee[англ.] компании Suntory